# Сулейман-Шах
Сулейман-Шах  — Султан сельджуков в Хорасане (1157/1159-1160) при его правлении, после смерти Ахмад Санджара, начались восстания и интриги, его главный абонент - Атабек Муайяд Ай-Аба был один из сильнейших князей Хорасане и течении 2 лет Сулейман вел с ним борьбу за власть, итоге 1159 году победил Сулейман однако спустя год он умер